# Amaral
Amaral — испанская рок-группа. Образована в 1992 году.
По их собственных словам, они не играют определённый стиль музыки, и поэтому их трудно классифицировать как что-то одно, «поп, фолк-рок или поп». «Мы находимся где-то между панк-роком и фолк-роком», сказали они в интервью.
Их альбом «Estrella de mar» занял 24 место в списке самых лучших дисков испанского рока по версии журнала «Rolling Stone». С этим диском, ставшим тогда, в 2002 году, стал самым продаваемым альбомом года в Испании, они стали лауреатами множества премий, включая «Лучшая испанская группа» (MTV Europe Music Awards 2002)  и «Лучшая песня» (за «Sin ti no soy nada», Premios Onda de la Musica 2002 и Premios de la Musica 2003).

## Состав
- Эва Амараль (исп. Eva Amaral)
- Хуан Агирре (исп. Juan Aguirre)

## Дискография

### Студийные альбомы
1998 — Amaral
2000 — Una pequeña parte del mundo
2002 — Estrella de mar
2005 — Pájaros en la cabeza
2008 — Gato negro◆Dragón rojo
2011 — Hacia lo salvaje
2015 — Noctural
2019 — Salto al color